# Лојалисти (Америчка револуција)
Лојалисти су били северноамерички колонијалисти који су у Америчком рату за независност остали верни британској круни.  Још су називани и краљеви људи и ројалисти. Они лојалисти који су се из Америке одселили у Канаду назвали су се Уједињено Царство Лојалиста. Њихови северноамерички супарници су били Патриоти, амерички колонисти који су подупирали револуцију. Многи историчари говоре да је број лојалиста у Америци био око 100.000 што би испало 5% тадашњег америчког становништва. 

## Лојалисти у доба рата
Од 4. јула 1776. Патриоти су контролисали целу територију и становништво свих 13 колонија које су се одвојиле од британске власти. Џорџ Вашингтон је рекао да нема места за показивање лојалности старој власти и да су сви Американци дужни бити патриоти. 
Међутим Британци су се вратили у септембру 1776. и освојили Њујорк и Лонг Ајленд који су држали у свом власништву до 1783. Мало по мало Британци и лојалисти су почели контролисати градове као нпр. Бостон (1775-76), Филаделфију (1777) Савану (1778-83) и Чарлстон (1780-82). Додуше 90 посто људи тада живело је изван градова, па је то био разлог зашто су Патриоти имали 85-90% људи на својој страни.
Американци су сменили све лојалистичке гувернере и нису допуштали да направе властиту владу.

## Лојализам у Канади
У Канади су амерички агенти били активни, посебно Џон Браун заједно са канадско-америчким трговцем Томасом Вокером. Током зиме 1774-75. Џон Браун је скупио доста људи који су се придружили Континенталном конгресу. Но на другу страну проблем је био у осталима (већини) који се нису хтијели придружити британској војсци коју су Британци основали због америчке инвазије на Канаду него су остали неутрални.
Само се мањина придружила лојалистима, отприлике 1500 војника лојалиста се борило за краља у Монтреалу. У регији јужно од Монтреала окупираној од стране Американаца становнци су подржавали Американце па им се у великом броју и придружили.

## Црни лојалисти и робови
У 1775. британски гувернер Вирџинији Данмор је позвао све робове патриотских власника да побегну и да се придруже његовој војсци. Њих 3000 је тако и учинило. Црни лојалисти борили су се једну битку под мотом: „слобода робовима“. Након те њихове прве а и задње битке пола њих је поумирало од болести у британским камповима.
Око 5000 црнаца је учествовало у побуњеничкој војсци. Црни робови који би борили у побуњеничкој војсци су често били ослобађани и то их је подстакнуло да се све више јављају у локалне милиције колонија у којима живе. Врло мало слободних црнаца је отишао у лојалисте.
Када је рат завршио лојалисти су узели отприлике 75.000 до 100.000 слободних робова и одвели их са собом. Одвођени су у друге британске колоније у Западној Индији и Јамајци где су поново заробљавани и искориштавани од стране Британаца.